# Прорив повз Умаїту
27°04′12″ пд. ш. 58°30′08″ зх. д. / 27.07° пд. ш. 58.502222222222° зх. д.

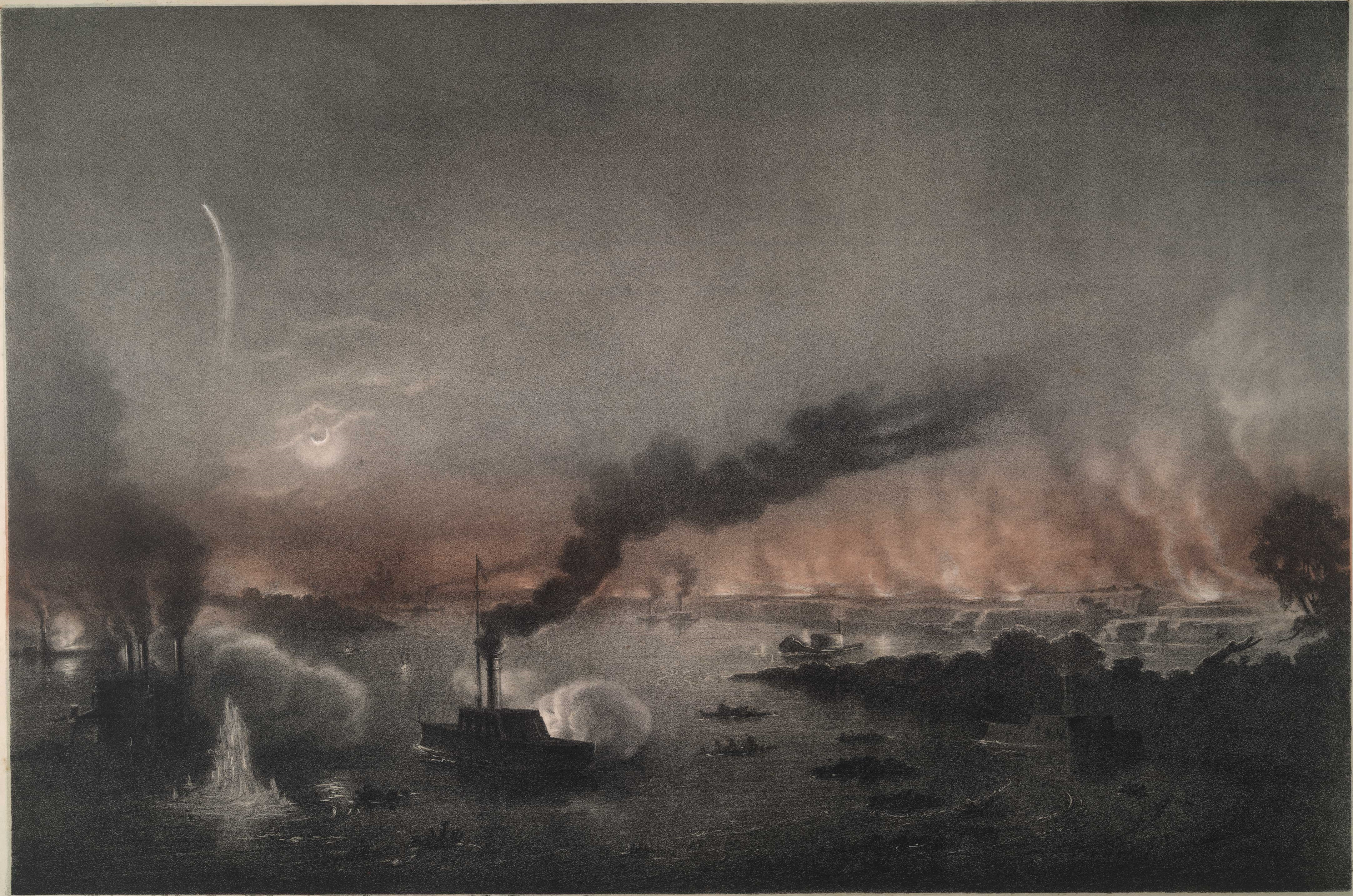
Прорив повз Умаїту на картині Віктора Мейреліса

Прорив повз Умаїту (ісп. Paso de Humaitá, порт.-браз. Passagem de Humaitá) — операція річкових сил під час Війни Потрійного Альянсу, в якій шести броненосцям ВМС Бразилії було наказано прорватися вузьким річковим руслом під обстрілом гармат парагвайської фортеці Умаїта. Деякі компетентні нейтральні спостерігачі вважали, що такий прорив був майже неможливим через річкові загородження, міни та проміжок часу, який кораблям довелося перебувати під обстрілом.
Завданням операції було припинення постачання парагвайцями фортеці річковим шляхом, а також забезпечення Бразильської імперії та її союзників перемогою після низки поразок. Операція відбулася вночі 19 лютого 1868 року і завершилась успішно. Всі кораблі прорвалися, а монітор «Alagoas», якому не вдалося подолати шлях з першої спроби, здійснив прорив вже при денному світлі. Щоправда він та однотипний корабель «Pará» постраждали настільки, що були вимушені викинутись на берег, аби не потонути. Героїзм проявили і парагвайці, які атакувати на каное броненосці «Кабрал» та «Ліма Барус», аби взяти їх на абордаж .
Перемога відновила репутацію бразильського флоту та кредитоспроможність Бразильської імперії, кредитори якої непокоїлися через вплив на державні фінанси затягування бойових дій. Деякі автори розглядають цю операцію як повортний момент всієї війни. Парагвайці були вимушені евакуювати свою столицю Асунсьйон. Сама ж фортеця, повністю оточена силами союзників на землі і заблокована з води, була захоплена 25 липня 1868 року.